# تشيكو
أندرسون سيماس لوتشيانو (مواليد 11 أبريل 1976) المعروف باسم تشيكو ، هو مدرب كرة قدم برازيلي ولاعب سابق. لعب كلاعب خط وسط مهاجم. يشغل حاليا منصب المدير الحالي لنادي إف سي كاسكافيل (FC Cascavel). تم تعيينه مدربًا لنادي لكوريتيبا في أغسطس 2018. 
لعب لنادي قرطبة البرازيلي وانتقل بعدها لنادي الاتحاد السعودي موسم 2003-2004 وحقق معهم كأس آسيا كأبطال للقارة الصفراء وبعدها رجع إلى البرازيل بحجة عدم تكيف زوجته مع الأجواء السعودية ثم رجع مره أخرى الموسم الذي يليه 2004-2005 ليحقق كأس آسيا الثانية على التوالى ليطلب بعدها الرحيل إلى البرازيل ليلتحق بنادي سانتوس البرازيلي.
طالبت الجماهير الاتحادية برجوع اللاعب تشيكو إلى صفوف النادي حيث أن بطولتي آسيا التي ظفر بها الاتحاد كان تشيكو له أثر كبير فيها حيث لم يكن هناك هدف إلا وكان ورائه إما لمسة أو تمريرة من اللاعب تشيكو, ففي عام 2007 تم التعاقد مع تشيكو لمده 7 شهور على أن يلعب في بطولة كأس آسيا 2008 سجل 12 هدف مع الاتحاد في الموسمين ويعتبر أفضل اجنبي في تاريخ النادي الثمانيني في مركز الوسط

## روابط خارجية
- تشيكو على موقع الاتحاد الدولي (مؤرشف)  (الإنجليزية)
- تشيكو على موقع قاعدة بيانات كرة القدم.إي يو (الإنجليزية)
- تشيكو على موقع Soccerway.com (الإنجليزية)
- تشيكو على موقع كووورة